# Alessandro Attene
Alessandro Attene (né le 10 septembre 1977 à Recanati) est un athlète italien, spécialiste du sprint.
Son meilleur temps est de 45 s 35 sur 400 m, obtenu à Sydney le 23 septembre 2000, en quart de finale des Jeux olympiques.
Il remporte deux titres lors des Jeux méditerranéens de 2005.